# 穆罕默德·法拉赫·艾迪德
穆罕默德·法拉赫·艾迪德（阿拉伯语： / Mohamed Farrah Aidid，1934年12月15日—1996年8月2日），索马里军阀。
艾迪德早年先后在罗马和莫斯科接受教育，后于1950年代就职于意大利在索马里招募的殖民地部队。索马里独立后，艾迪德被总统穆罕默德·西亞德·巴雷晋升为将军，曾率军参加歐加登戰爭，后成为西亚德·巴雷的情报机关负责人。
1991年，索马里总统西亚德·巴雷怀疑艾迪德谋划针对其的军事政变，遂将其逮捕并判处6年徒刑。另一方面，支持艾迪德的部族成立了索马里联合大会，奉艾迪德为首领，推翻西亚德·巴雷的统治，控制了首都摩加迪沙和大部分南部索马里国土。此後，艾迪德與索马里联合大会内另一支武裝的首領阿里·马赫迪·穆罕默德互相爭奪首都的控制權。當年，在吉布提召開的和解會議上，阿里當選了索馬里臨時總統，并得到了吉布提、埃及、沙特阿拉伯和意大利的正式承認。而艾迪德抵制這次會議沒有參加，并在92年6月以索马里联合大会内支持他的派別爲核心，組建了索马里国家联盟（SNA或USC/SNA），索马里联合大会從此分裂爲兩派。
艾迪德決定抵制联合国在索马里部署的维和部队，对以美军为主力的維和部队开展城市游击战，其中著名的有摩加迪沙之战等。1995年6月，艾迪德自任为索马里总统。但不同于阿里政權，艾迪德和之後繼任的兒子小艾迪德的總統宣稱，完全沒有得到任何國際回應。
1996年8月2日，艾迪德因为在战斗中受到枪伤而去世。其子侯赛因·穆罕默德·法拉赫·艾迪德当时正在美国海军陆战队中服役，旋即被推选为艾迪德的继承人。
1997年12月，小艾迪德在開羅舉行的和談中簽署聲明，同意放棄總統宣稱。并在第二年3月與阿里·马赫迪·穆罕默德締結和平計劃，分享首都權利。索马里国家联盟最終在2004年加入了索马里过渡联邦政府，小艾迪德在過渡政府中擔任副首相和内閣部長。